# Combiné nordique aux championnats du monde de ski nordique 1925
Pour un article plus général, voir Championnats du monde de ski nordique 1925.
Navigation
1926
L'épreuve du combiné nordique des championnats du monde de ski nordique 1925 s'est déroulée à Janské Lázně (Tchécoslovaquie) les 14 février 1925 et 19 février 1925.

## Palmarès
| Épreuves   | Or             | Argent      | Bronze             |
| ---------- | -------------- | ----------- | ------------------ |
| Individuel | Otakar Německý | Josef Adolf | Xaver Affentranger |

## Classement final
| Rang | Athlètes                 | Nations         | Points | Rang 1er saut | Rang 2e saut |
| ---- | ------------------------ | --------------- | ------ | ------------- | ------------ |
| 1    | Otakar Německý           | Tchécoslovaquie | 35,816 | 1             |              |
| 2    | Josef Adolf              | Tchécoslovaquie | 32,874 | 2             |              |
| 3    | Xaver Affentranger       | Suisse          | 31,403 | 3             |              |
| 4    | Franz Wende              | Tchécoslovaquie | 31,236 |               | 1            |
| 5    | Josef Bím                | Tchécoslovaquie | 30,750 | 4             |              |
| 6    | Johan Blomseth           | Norvège         | 30,347 | 5             |              |
| 7    | Peter Radacher           | Autriche        | 29,972 | 6             |              |
| 8    | Bruno Braun              | Tchécoslovaquie | 29,666 | 7             |              |
| 9    | Josef Bräth (pl)         | Tchécoslovaquie | 29,560 | 8             |              |
| 10   | Walter Wagner            | Allemagne       | 29,555 | 9             |              |
| 11   | Stefan Lauener           | Suisse          | 29,025 | 10            |              |
| 12   | Karel Koldovský (de)     | Tchécoslovaquie | 28,847 | 11            |              |
| 13   | Max Kröckel              | Allemagne       | 28,819 | 12            |              |
| 14   | Heinz Hinterauer (de)    | Autriche        | 27,096 | 13            |              |
| 15   | Hans Eidenbenz           | Suisse          | 25,791 | 14            |              |
| 16   | Fridtjof Paumgarten (de) | Autriche        | 25,791 |               | 2            |
| 17   | F. Klein                 | Tchécoslovaquie | 24,985 | 15            |              |
| 18   | Rudolf Burkert           | Tchécoslovaquie | 23,791 |               | 3            |
| 19   | Heinz Ermel              | Allemagne       | 23,111 | 16            |              |
| 20   | Aladar Thern             | Tchécoslovaquie | 22,916 | 17            |              |
| 21   | Luigi Faure              | Italie          | 21,974 | 18            |              |
| 22   | G. Mischak               | Allemagne       | 20,114 |               | 4            |
| 23   | A. Meergans              | Tchécoslovaquie | 20,055 |               | 5            |
| 24   | Henryk Mückenbrunn       | Pologne         | 19,694 | 19            |              |
| 25   | J. Haller                | Tchécoslovaquie | 19,096 | 20            |              |
| 26   | Franz Keglovitsch        | Autriche        | 18,820 |               | 6            |
| 27   | Lauer                    | Tchécoslovaquie | 18,692 | 21            |              |
| 28   | Hans Rattay              | Autriche        | 18,390 |               | 7            |
| 29   | Adolf Berauer            | Tchécoslovaquie | 17,096 |               | 8            |
| 30   | Aleksander Rozmus (pl)   | Pologne         | 16.124 | 22            |              |
| 31   | Tadeusz Zaydel (en)      | Pologne         | 15,926 |               | 9            |
| 32   | Jozef Petricek           | Tchécoslovaquie | 10,860 | 23            |              |

## Tableau des médailles
| Rang  | Nation          | Or | Argent | Bronze | Total |
| ----- | --------------- | -- | ------ | ------ | ----- |
| 1     | Tchécoslovaquie | 1  | 1      | 0      | 2     |
| 2     | Suisse          | 0  | 0      | 1      | 1     |
| Total | Total           | 1  | 1      | 1      | 3     |